# Pałac

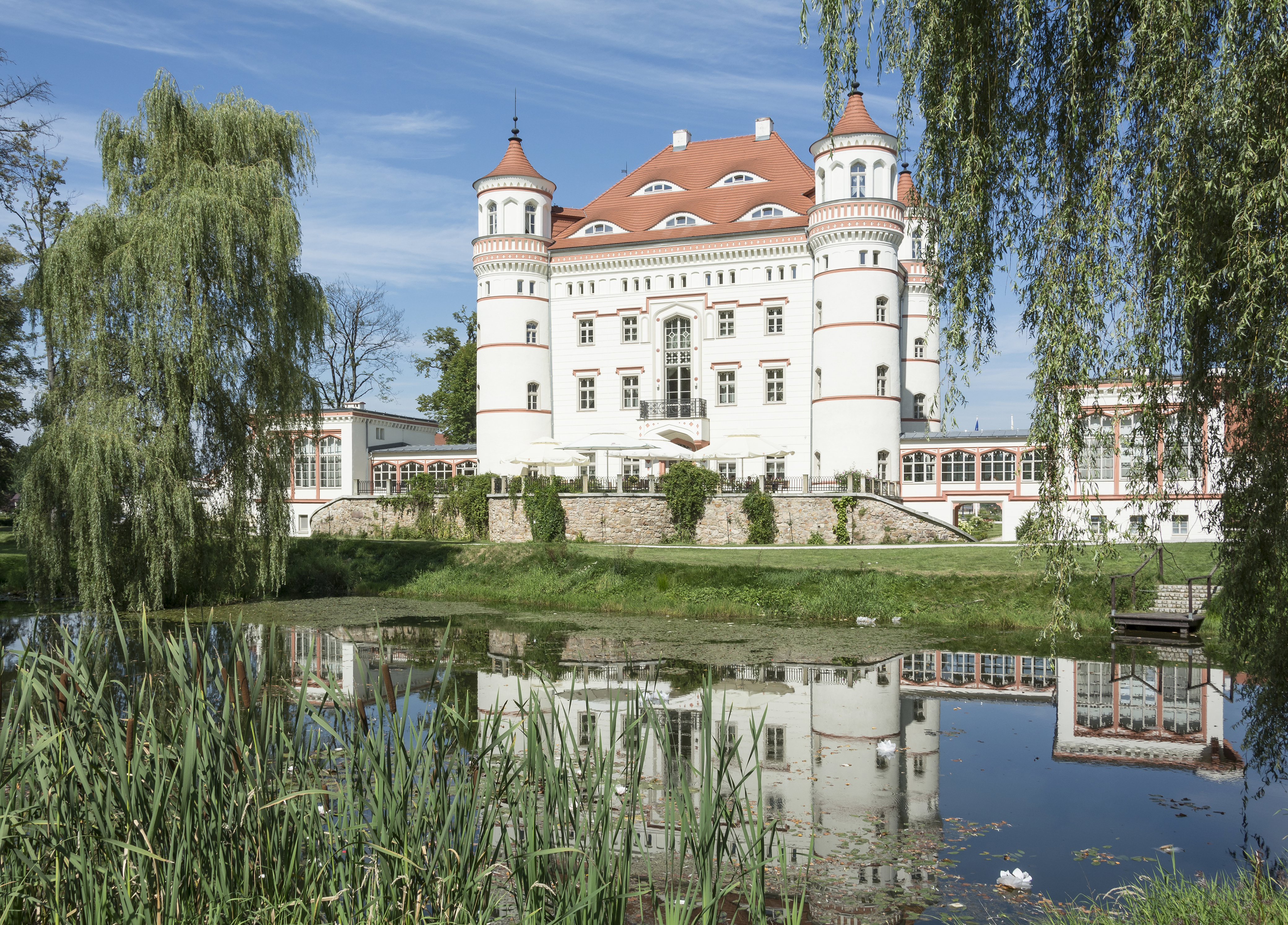
Pałac w Wojanowie

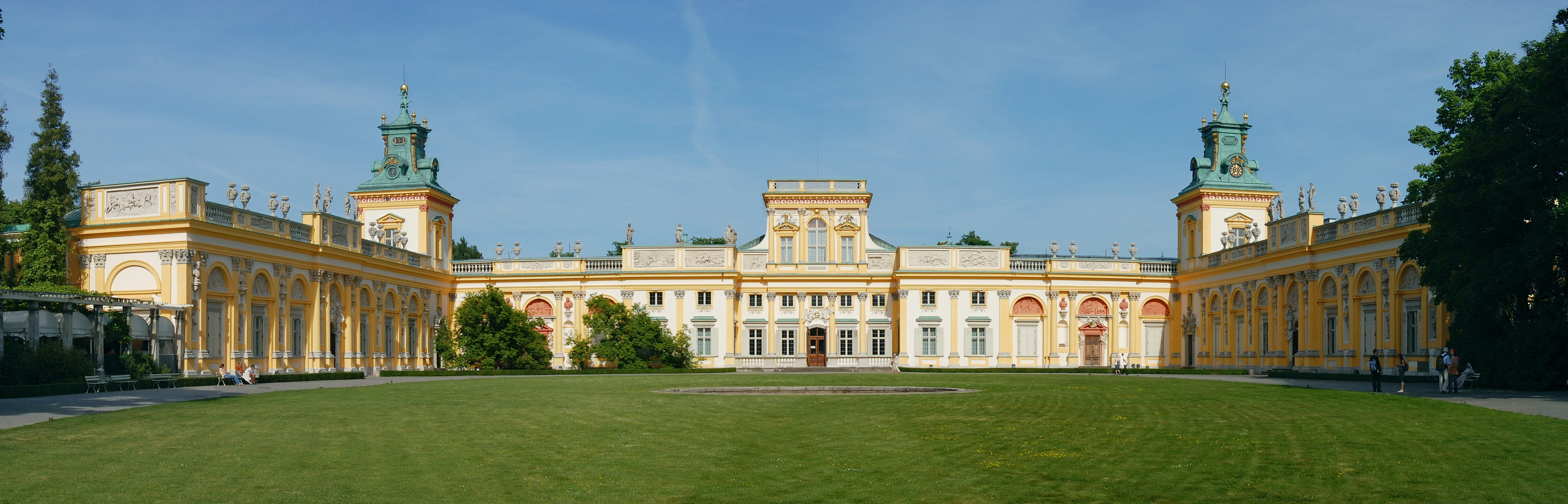
Pałac w Wilanowie – barok

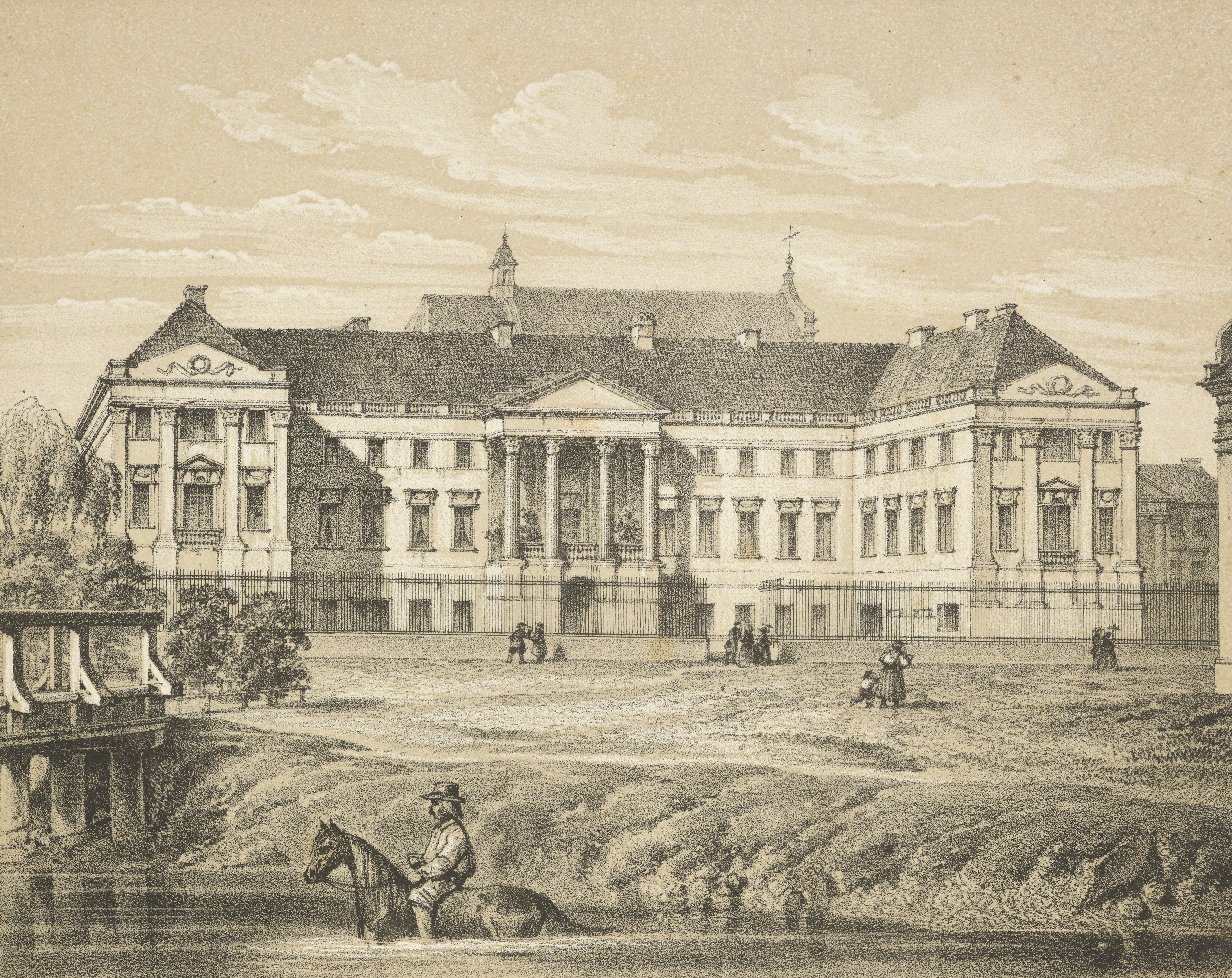
Pałac Komisji Wojewódzkiej Kaliskiej w Kaliszu, 1823–1824 (1858)

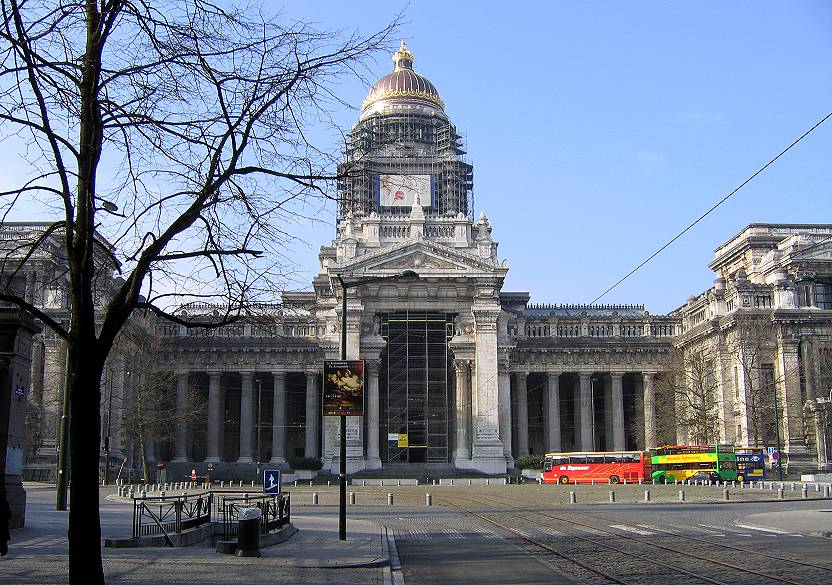
Pałac Sprawiedliwości w Brukseli, 1866–1883 (2005)

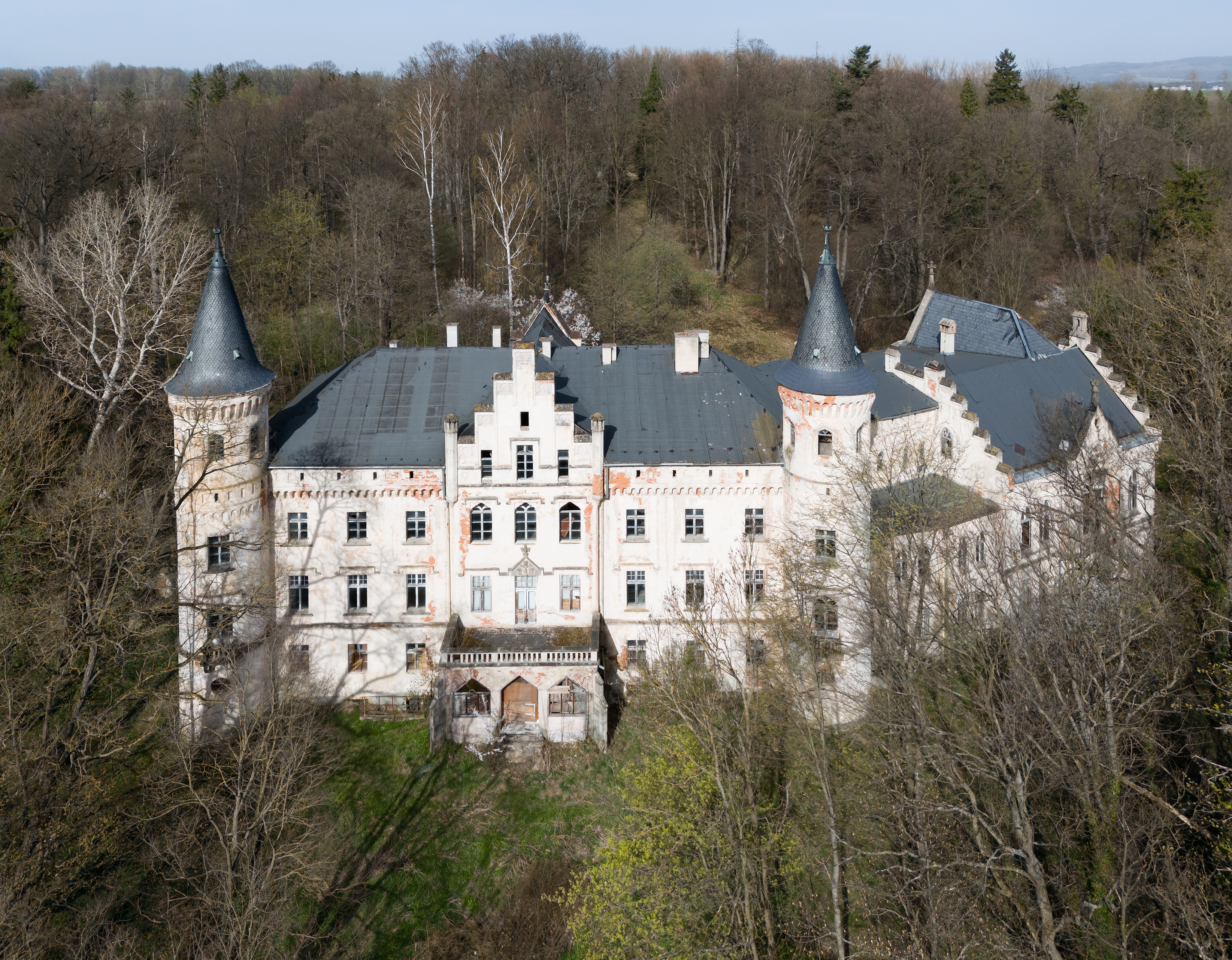
Pałac w Szalejowie Dolnym

Pałac (st.czes. palác, z wł. palazzo, z łac. palātium, Palātium, Palatyn) – reprezentacyjna budowla mieszkalna pozbawiona cech obronnych, rezydencja władcy, wielkopańska lub patrycjuszowska; od XIX w. także okazały budynek użyteczności publicznej, zwłaszcza siedziba władz lub instytucji państwowych. Ze względu na funkcje i położenie wyróżnia się pałace: wiejskie, miejskie, myśliwskie i letnie.

## Starożytność
W starożytności we wszystkich kręgach kulturowych wznoszono budowle typu pałacowego, np.:
- Kreta – pałace minojskie w Knossos, Fajstos, Zakros i Malii z XIX-XIII w. p.n.e.,
- Egipt – pałace Totmesa III i Amenhotepa III w Tebach z XV-XIV w. p.n.e.,
- Mezopotamia – pałac w Dur-Szarrukin z VIII w. p.n.e.,
- Persja – pałace w Suza i Persepolis z VI-IV w. p.n.e.
- Chiny – pałac w Erlitou i kompleks pałacowy w Xinmi (w prowincji Henan) z czasów dynastii Xia z III tysiąclecia p.n.e.[8][9]

W starożytnej Grecji ten typ budowli wykształcił się stosunkowo późno, w okresie hellenistycznym. Także w starożytnym Rzymie (np. na Palatynie, łac. Mons Palatinus) i Bizancjum powstawały okazałe budowle pałacowe.

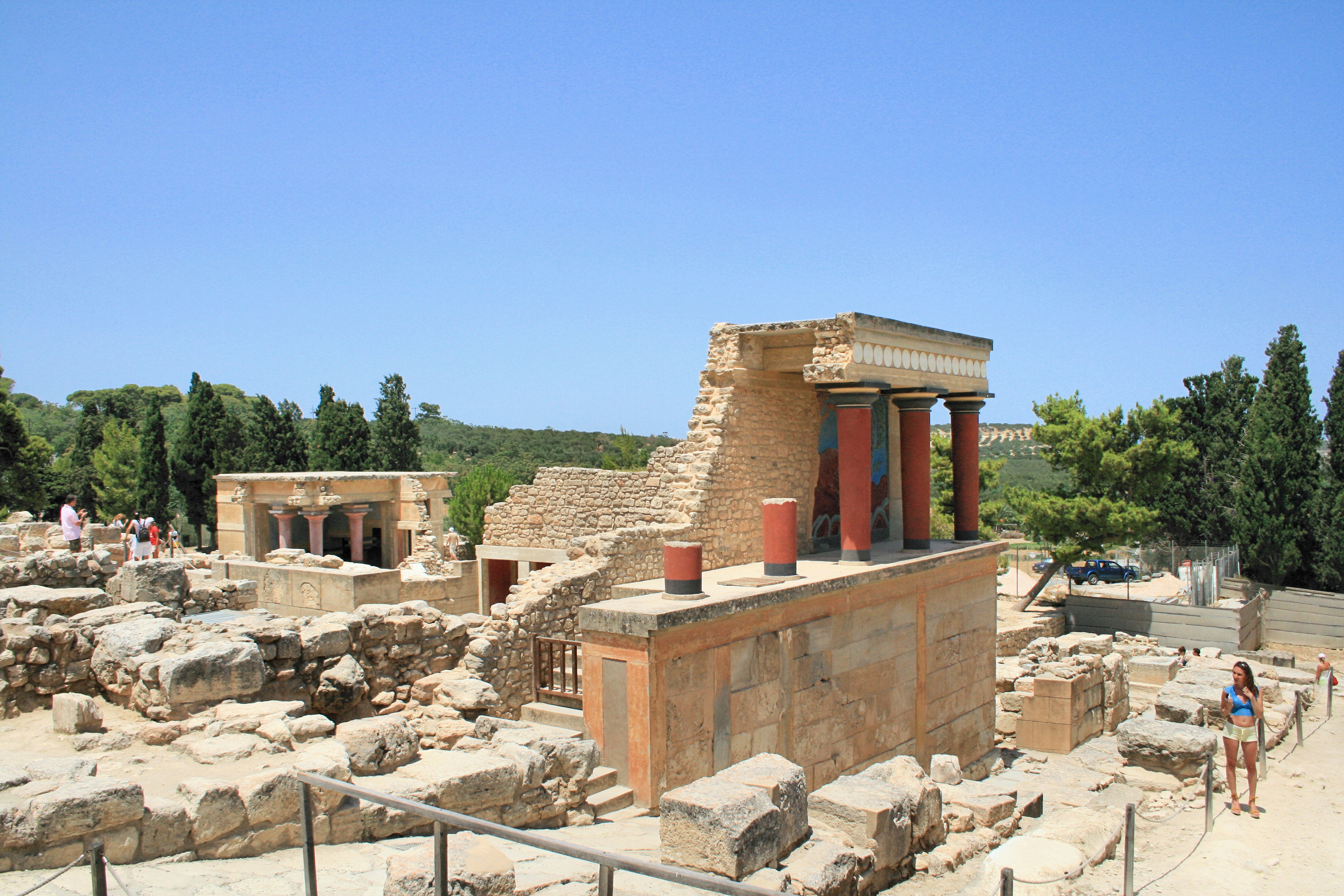
Ruiny pałacu minojskiego w Knossos na Krecie

## Średniowiecze
W średniowiecznej Europie budowle typu pałacowego występują jedynie w kręgu kultury bizantyjskiej i muzułmańskiej, funkcje reprezentacyjno-rezydencjonalne pełniły głównie zamki. W okresie przedromańskim i romańskim w Polsce wznoszono pałace książęce zwane palatium. We Włoszech od XV w. wykształca się pałac miejski (np. pałac Strozzich we Florencji). Architektura tych budowli sprowadzała się do prostej bryły, najczęściej o trzech kondygnacjach i wewnętrznym czworobocznym dziedzińcu arkadowym. 

## Renesans
Intensywny rozwój architektury pałacowej nastąpił w okresie renesansu, głównie we Włoszech (Wenecja, Florencja, Rzym). Za formę przejściową można uznać palazzo in fortezza – ufortyfikowaną budowlę o wyraźnych cechach reprezentacyjno-rezydencjonalnych (przykłady: zamek w Łańcucie, zamek w Podhorcach, zamek w Rzeszowie, Krzyżtopór). W całej Europie przyjął się typ florenckiego renesansowego pałacu miejskiego (3-kondygnacyjna budowla z wewnętrznym czworobocznym dziedzińcem krużgankowym, elewacje boniowane lub podzielone gzymsami, czy też opilastrowane). Z czasem wzbogacano artykulację elewacji podziałami, zwiększano liczbę otworów, różnicując wysokość kondygnacji i ich program (piano nobile, mezzanino). Poza miastem wznoszono letnie pałace podmiejskie (willa).

## Barok
Rozkwit architektury pałacowej w okresie baroku zawdzięcza się realizacjom francuskim. Największą popularność uzyskał typ pałacu entre cour et jardin, charakteryzujący się ścisłą osią symetrii i wielką skalą. Główny korpus pałacu posiadał najczęściej ryzalit akcentujący oś symetrii całego założenia z przylegającymi prostopadle do niego skrzydłami, między którymi powstawał reprezentacyjny dziedziniec zwany cour d’honneur. Po przeciwnej stronie pałacu znajdował się ogród, lub park. Pałace miejskie miały często korpus główny przylegający do ulicy. W Polsce rozwinął się typ pałacu z alkierzami w narożach.

## Klasycyzm
W okresie klasycystycznym schemat założenia bywał upraszczany przez zredukowanie skrzydeł, które zastępowały wolno stojące oficyny.